# لولو مرجان (مسلسل)
لولو مرجان مسلسل تلفزيوني درامي كوميدي بحريني. أنتج عام 2012 من تأليف جمال الصقر، وإخراج مازن عجاوي.

## فكرة العمل
تحاول لولوة وأبناؤها الثلاثة: (سهيل، مريوم، رشود) إثبات أنفسهم وسط زحمة الحياة وصعوبة الرزق، حيث تقوم الأسرة بتنفيذ الكثير من المشاريع غير التقليدية والتي تنتهي بالفشل في أغلب الأحيان، لكنهم يرفعون على الدوام شعار (لا يصح إلا الصحيح)، في إطار كوميدي درامي مستوحى من واقعنا الاجتماعي الشعبي بأسلوب المتصل المنفصل، حيث متصل بشخوصه وأبعاده النفسية والاجتماعية ومنفصل بأحداثه ومواضيعه المتنوعة التي لا تخلو من عنصري التشويق والمفاجأة، مع التركيز على السلوكيات الخاطئة للموظفين والمسؤولين وطرحها للمشاهد بشكل ساخر أبطالها أبناء لولوة.

## الممثلين والشخصيات
- سعاد علي بدور لولو مرجان (أم سهيل).
- علي الغرير بدور سهيل.
- فاطمة عبد الرحيم بدور مريم.
- أمين الصايغ بدور راشد.
- إبراهيم البنكي بدور أبو سهيل.
- سعد البوعينين بدور أبو رشا.
- نورة البلوشي بدور رشا.
- أحمد مبارك بدور عبيد بو منظرة.
- أحمد مجلي بدور ناجي.
- ريم ارحمه بدور نعيمه.

### ضيوف الشرف
- محمد ياسين.
- عبد الله ملك.
- محمد عواد.
- عبد الله وليد.
- مازن عجاوي.
- ماجدة سلطان.
- عبد الله سويد.
- جمال الصقر.
- جمال الغيلان.
- عصام ناصر.
- أحمد الصايغ.
- ابتسام عبد الله.
- حسن محمد.